# Golden League FIF 2013
La Golden League FIF 2013 è stata la 6ª edizione del campionato di football americano organizzato dalla Federazione Italiana Football. Il torneo è iniziato il 28 settembre 2013 ed è terminato il 7 dicembre 2013 con la disputa del XXXIV Superbowl FIF. Per la terza volta il torneo è disputato a 9 giocatori.

## Stagione regolare - Girone di andata

### 1ª giornata
| Villaggio Sereno 28 settembre 2013, ore 20:30 | Bengals Brescia | 26 – 8 (0-8 6-0 6-0 14-0) | Rams Milano | C.S. Chicco Nova, Traversa diciottesima |

| Villaggio Sereno 29 settembre 2013, ore 15:00 | Terminators Brescia | 40 – 20 | Lancieri Novara | C.S. Chicco Nova, Traversa diciottesima |

### 2ª giornata
| Milano 6 ottobre 2013, ore 15:00 | Rams Milano | 20 – 50 (8-16 6-20 0-14 6-0) | Terminators Brescia | Centro Sportivo Saini |

| Cornaredo 6 ottobre 2013, ore 16:00 | Italian Football Academy Milano | 0 – 8 (a tavolino) | Bengals Brescia | C.S. Sandro Pertini via dello sport 70 |

### 3ª giornata
| Villaggio Sereno 12 ottobre 2013, ore 20:30 | Bengals Brescia | 9 – 34 (2-6 7-0 0-14 0-14) | Terminators Brescia | C.S. Chicco Nova, Traversa diciottesima |

| Cornaredo 13 ottobre 2013, ore 15:00 | Italian Football Academy Milano | 22 – 32 | Lancieri Novara | C.S. Sandro Pertini via dello sport 70 |

### 4ª giornata
| Granozzo con Monticello 19 ottobre 2013, ore 20:30 | Lancieri Novara | 42 – 13 (14-7 14-0 0-6 14-0) | Bengals Brescia | C.S. Novarello Via Dante Graziosi 1 |

| Milano 20 ottobre 2013, ore 15:00 | Rams Milano | 46 – 12 (12-6 16-6 12-0 6-0) | Italian Football Academy Milano | Centro Sportivo Saini |

### 5ª giornata
| Granozzo con Monticello 26 ottobre 2013, ore 20:30 | Lancieri Novara | 61 – 50 (20-14 21-18 6-6 14-12) | Rams Milano | C.S. Novarello Via Dante Graziosi 1 |

| Villaggio Sereno 27 ottobre 2013, ore 16:00 | Terminators Brescia | 66 – 0 | Italian Football Academy Milano | C.S. Chicco Nova, Traversa diciottesima |

### Classifica dopo il girone di andata
- PCT = percentuale di vittorie, G = partite giocate, V = partite vinte, P = partite perse, PF = punti fatti, PS = punti subiti
- La qualificazione al Girone di ritorno è indicata in verde

| Pos. | Squadra                         | PCT   | G | V | P | PF  | PS  |
| ---- | ------------------------------- | ----- | - | - | - | --- | --- |
| 1    | Terminators Brescia             | 1.000 | 4 | 4 | 0 | 190 | 49  |
| 2    | Lancieri Novara                 | .750  | 4 | 3 | 1 | 158 | 125 |
| 3    | Bengals Brescia                 | .500  | 4 | 2 | 2 | 56  | 84  |
| 4    | Rams Milano                     | .250  | 4 | 1 | 3 | 124 | 149 |
| 5    | Italian Football Academy Milano | .000  | 4 | 0 | 4 | 34  | 155 |

## Stagione regolare - Girone di ritorno
Il girone di ritorno (tra le prime quattro classificate del girone di andata) è iniziato il 9/10 novembre 2013.

### 1ª giornata
| Granozzo con Monticello 9 novembre 2013, ore 20:30 | Lancieri Novara | 25 – 46 | Terminators Brescia | C.S. Novarello Via Dante Graziosi 1 |

| Milano 10 novembre 2013, ore 14:30 | Rams Milano | 34 – 20 (d.t.s.) | Bengals Brescia | Centro Sportivo Saini |

### 2ª giornata
| Villaggio Sereno 16 novembre 2013, ore 20:30 | Bengals Brescia | 33 – 7 | Lancieri Novara | C.S. Chicco Nova, Traversa diciottesima |

| Villaggio Sereno 17 novembre 2013, ore 14:00 | Terminators Brescia | 56 – 8 | Rams Milano | C.S. Chicco Nova, Traversa diciottesima |

### 3ª giornata
| Villaggio Sereno 24 novembre 2013, ore 14:00 | Terminators Brescia | 32 – 0 | Bengals Brescia | C.S. Chicco Nova, Traversa diciottesima |

| Milano 24 novembre 2013, ore 14:30 | Rams Milano | 54 – 18 | Lancieri Novara | Centro Sportivo Saini |

### Classifica finale
- PCT = percentuale di vittorie, G = partite giocate, V = partite vinte, P = partite perse, PF = punti fatti, PS = punti subiti
- La qualificazione al Superbowl è indicata in verde

| Pos. | Squadra             | PCT   | G | V | P | PF  | PS  |
| ---- | ------------------- | ----- | - | - | - | --- | --- |
| 1    | Terminators Brescia | 1.000 | 7 | 7 | 0 | 326 | 82  |
| 2    | Rams Milano         | .429  | 7 | 3 | 4 | 216 | 247 |
| 3    | Lancieri Novara     | .429  | 7 | 3 | 4 | 208 | 258 |
| 4    | Bengals Brescia     | .429  | 7 | 3 | 4 | 113 | 155 |

## Playoff
I playoff hanno avuto inizio il 1º dicembre 2013 con le semifinali e si sono conclusi il 7 dicembre col XXXIV Superbowl FIF di Milano.

### Tabellone
|  | Semifinali | Semifinali          | Semifinali |             |    | XXXIV Superbowl FIF | XXXIV Superbowl FIF | XXXIV Superbowl FIF |  |
|  |            |                     |            |             |    |                     |                     |                     |  |
|  | 1          | Terminators Brescia | 12         |             |    |                     |                     |                     |  |
|  | 1          | Terminators Brescia | 12         |             |    |                     |                     |                     |  |
|  | 4          | Bengals Brescia     | 6          |             |    |                     |                     |                     |  |
|  | 4          | Bengals Brescia     | 6          |             | 1  | Terminators Brescia | 40                  |                     |  |
|  |            |                     |            |             | 1  | Terminators Brescia | 40                  |                     |  |
|  |            |                     | 2          | Rams Milano | 20 |                     |                     |                     |  |
|  | 2          | Rams Milano         | 2          | Rams Milano | 20 | 38                  |                     |                     |  |
|  | 2          | Rams Milano         |            |             |    |                     |                     |                     |  |
|  | 3          | Lancieri Novara     | 30         |             |    |                     |                     |                     |  |

### Semifinali
| Villaggio Sereno 1º dicembre 2013, ore 14:00 | Terminators Brescia | 12 – 6 | Bengals Brescia | C.S. Chicco Nova, Traversa diciottesima |

| Milano 1º dicembre 2013, ore 14:30 | Rams Milano | 38 – 30 | Lancieri Novara | Centro Sportivo Saini |

### XXXIV Superbowl FIF
| Milano 7 dicembre 2013, ore 20:00 | Terminators Brescia | 40 – 20 | Rams Milano | Velodromo Maspes-Vigorelli |

## XXXIV Superbowl
La partita finale, chiamata XXXIV Superbowl Italiano si è disputata a Miano il 7 dicembre 2013.

## Verdetti
- Terminators Brescia Campioni d'Italia FIF 2013.